# ايرو كوماندر

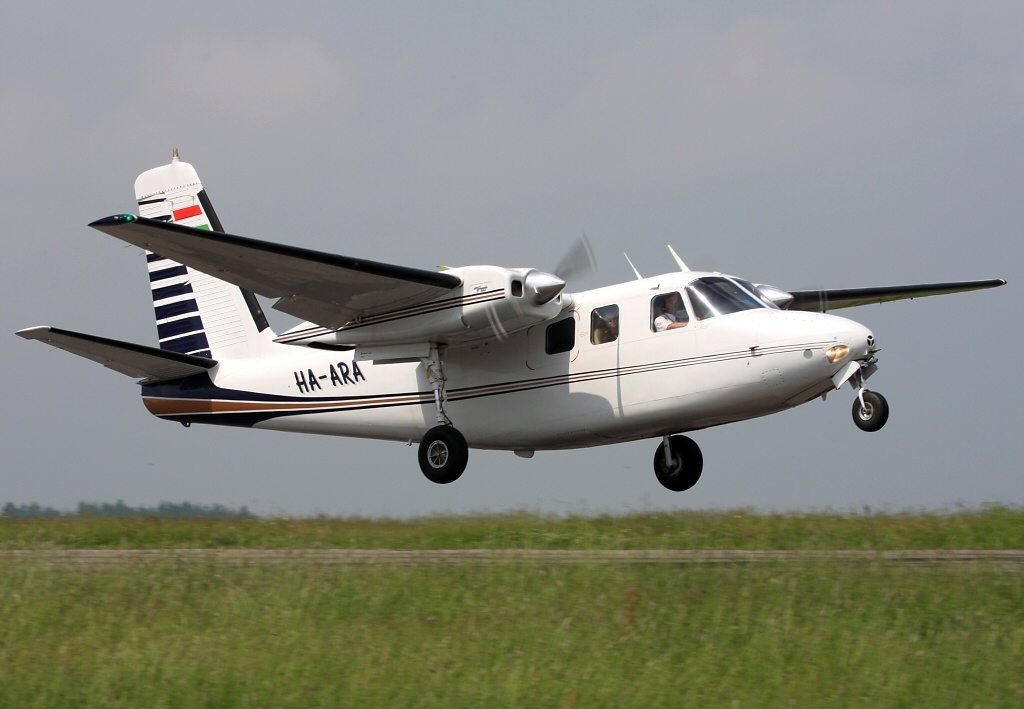

ايرو كوماندر (بالإنجليزية: Aero Commander)‏، كانت شركة أمريكية، لصناعة الطائرات، تشكلت في عام 1944. وفي السنوات اللاحقة أصبحت شركة تابعة لروكويل الدولية وغلف ستريم الفضائية. توقفت الشركة عن إنتاج الطائرات في عام 1986.